# Paul Maas (schilder)
Paul Maas (Laken, 10 augustus 1890 - Elsene, 12 september 1962) was een Belgisch expressionistisch schilder en tekenaar.
Maas was het enige kind van Achille Maas, een zakenman afkomstig uit de bourgeoisie van Moerbeke en Louise Tedesco, een Waalse afkomstig uit een familie van magistraten. Paul Maas was voorbestemd om zijn vader op te volgen in de parfumeriezaak. Hij studeerde aan het atheneum van Brussel waar hij kennis maakt met Albert Guislain. In 1908 verblijft hij zes maanden in Berlijn om Duits te leren. Terug in Brussel volgt hij aan de Université libre de Bruxelles (ULB) enkele cursussen sociologie en recht. Met enkele medestudenten sticht hij een literair tijdschrift waarin Maas enkele gedichten zal publiceren. Hij houdt zijn studies echter na twee jaar voor bekeken en begint, op aandringen van zijn vader, een stage in de branche van de luxeparfumerie in Parijs. Tijdens deze stage brengt hij veel tijd door in het Louvre. 
Tijdens de Eerste Wereldoorlog geraakt hij gewond en wordt hij naar Londen geëvacueerd, waar zijn ouders en zijn verloofde, een jonge Russische van joodse origine, Frieda Landeau, hem vervoegen. Paul Maas verhuist met zijn familie vervolgens naar Amsterdam waar hij kennis maakt met Rik Wouters die hem aanspoort om zijn roeping als schilder verder te volgen. Hij besluit daarop om zich volledig aan de schilderkunst te wijden. In 1918 maakt hij kennis met de Brusselse schilder Henri-François Ramah. Tussen 1922 en 1933 staat hij dicht bij de groep schilders geleid door Valerius De Saedeleer in Etikhove. In 1935 wordt zijn stijl agressief en getormenteerd. Hij schetst met een paar trekken menselijke figuren die nauwelijks oplichten uit de achtergrond. Zijn onderwerpen zijn mensenmassa's, het strand, naakten, ... die hij steeds met expressieve kracht gestalte geeft. Zijn werk leunt dicht aan bij Oskar Kokoschka en Chaïm Soutine. In 1952 neemt hij deel aan het Salon des Expressionnistes. In 1960 ontvangt hij de Guggenheimprijs voor België. In 1961 wordt hij lid van de Koninklijke Academie van België.